# エヴァ・ユーキウ
エヴァ・ユーキウ（羽翹、Ava Yu Kiu、1985年8月5日 - ）は、香港の歌手、女優である。本名は廖羽翹。愛称はAvA。エヴァ・ユーキウはワンドル・プロダクション傘下の新しいアーティストになる。

## シングル
- 待你差只想你怕
- 劇場版 待你差只想你怕